# العلاقات البريطانية الميكرونيسية
العلاقات البريطانية الميكرونيسية هي العلاقات الثنائية التي تجمع بين المملكة المتحدة وولايات ميكرونيسيا المتحدة.

## مقارنة بين البلدين
هذه مقارنة عامة ومرجعية للدولتين:
| وجه المقارنة                                              | المملكة المتحدة                 | ولايات ميكرونيسيا المتحدة |
| --------------------------------------------------------- | ------------------------------- | ------------------------- |
| المساحة (كم2)                                             | 242.50 ألف                      | 702                       |
| عدد السكان (نسمة)                                         | 66.02 مليون                     | 105.54 ألف                |
| الكثافة السكانية (ن./كم²)                                 | 272.25                          | 15.03 ألف                 |
| العاصمة                                                   | لندن                            | باليكير                   |
| اللغة الرسمية                                             | لغة إنجليزية، اللغة الويلزية    | لغة إنجليزية              |
| العملة                                                    | جنيه إسترليني                   | دولار أمريكي              |
| الناتج المحلي الإجمالي (بليون دولار)                      | 2.62 تريليون                    | 336.43 مليون              |
| الناتج المحلي الإجمالي (تعادل القوة الشرائية) بليون دولار | 2.72 تريليون                    | 365.27 مليون              |
| الناتج المحلي الإجمالي الاسمي للفرد دولار أمريكي          | 43.88 ألف                       | 3.02 ألف                  |
| الناتج المحلي الإجمالي للفرد دولار أمريكي                 | 40.23 ألف                       |                           |
| مؤشر التنمية البشرية                                      | 0.907                           | 0.640                     |
| رمز المكالمات الدولي                                      | +44                             | +691                      |
| رمز الإنترنت                                              | .uk، .gb                        | .fm                       |
| المنطقة الزمنية                                           | توقيت غرينيتش، توقيت غرب أوروبا |                           |

## منظمات دولية مشتركة
يشترك البلدان في عضوية مجموعة من المنظمات الدولية، منها:
| علم المنظمة | اسم المنظمة                               | تاريخ انضمام المملكة المتحدة | تاريخ انضمام ولايات ميكرونيسيا المتحدة |
| ----------- | ----------------------------------------- | ---------------------------- | -------------------------------------- |
|             | الاتحاد الدولي للاتصالات                  | 24 فبراير 1871               | 18 مارس 1993                           |
|             | المركز الدولي لتسوية المنازعات الاستشارية | 18 يناير 1967                | 24 يوليو 1993                          |
|             | مؤسسة التنمية الدولية                     | 24 سبتمبر 1960               | 24 يونيو 1993                          |
|             | منظمة حظر الأسلحة الكيميائية              | ?                            | ?                                      |
|             | يونسكو                                    | 4 نوفمبر 1946                | 19 أكتوبر 1999                         |
|             | الأمم المتحدة                             | 24 أكتوبر 1945               | 17 سبتمبر 1991                         |
|             | وكالة ضمان الاستثمار متعدد الأطراف        | 12 أبريل 1988                | 11 أغسطس 1993                          |
|             | بنك التنمية الآسيوي                       | 1966                         | 1990                                   |
|             | البنك الدولي للإنشاء والتعمير             | 27 ديسمبر 1945               | 24 يونيو 1993                          |
|             | مؤسسة التمويل الدولية                     | 20 يوليو 1956                | 24 يونيو 1993                          |

## وصلات خارجية
- موقع وزارة الخارجية البريطانية